# Liste des élections générales néo-brunswickoises
Cet article présente un sommaire des résultats des élections générales à l'Assemblée législative de la province du Nouveau-Brunswick (Canada) depuis la confédération canadienne de 1867. Avant de se joindre au Canada, le Nouveau-Brunswick était une colonie britannique. La Chambre d'assemblée fut d'abord créée en 1784 lorsque le Nouveau-Brunswick s'est séparé de la Nouvelle-Écosse. Le parlement est monocaméral ; jusqu'en 1892, il était bicaméral, mais la chambre haute (le Conseil législatif) était nommée plutôt qu'élue.
Le système politique au Nouveau-Brunswick est essentiellement bipartiste : l'Association libérale et le Parti conservateur dominent la scène politique ; aucun autre parti politique n'a jamais pris le pouvoir. Le Nouveau Parti démocratique a réussi à quelques reprises à remporter un seul siège à l'Assemblée. À l'élection de 1991, un autre parti, la Confederation of Regions, a remporté 8 sièges, mais a disparu par après. Depuis la reconnaissance officielle des partis, le Parti libéral a remporté 11 des 19 élections.

## 1867 à 1919
Le Nouveau-Brunswick est devenue province du Canada lors de la confédération canadienne de 1867. On n'utilisait pas le système des allégeances partisanes au début ; à partir de 1917, les partis politiques se développent, mais avant cette date on n'utilise que « gouvernement » et « opposition ».
| Identification | Identification | 1870 | 1874 | 1878 | 1882 | 1886 | 1890 | 1892 | 1895 | 1899 | 1903 | 1908 | 1912 | 1917 |
| -------------- | -------------- | ---- | ---- | ---- | ---- | ---- | ---- | ---- | ---- | ---- | ---- | ---- | ---- | ---- |
|                | Gouvernement   | 24   | 35   | 31   | 22   | 8    | 26   | 25   | 34   | 40   | 33   | 12   | 44   | 21   |
|                | Opposition     | 16   | 5    | 10   | 18   | 33   | 15   | 12   | 9    | 4    | 10   | 31   | 2    | 27   |
|                | Autre          | 1    | 1    | -    | 1    | -    | -    | 4    | 3    | 2    | 3    | 2    | 2    | -    |
| Total sièges   | Total sièges   | 41   | 41   | 41   | 41   | 41   | 41   | 41   | 46   | 46   | 46   | 45   | 48   | 48   |

## 1920 à 1939
Bien que les partis politiques ne soient pas reconnus par une loi avant 1935, ils existent déjà et participent aux élections après 1917, quoique de façon informelle.
| Parti        | Parti          | 1920   | 1920     | 1925   | 1925     | 1930   | 1930     | 1935   | 1935     | 1939   | 1939     |
| ------------ | -------------- | ------ | -------- | ------ | -------- | ------ | -------- | ------ | -------- | ------ | -------- |
| Parti        | Parti          | Sièges | Voix (%) | Sièges | Voix (%) | Sièges | Voix (%) | Sièges | Voix (%) | Sièges | Voix (%) |
|              | Libéral        | (24)   |          | (11)   |          | (17)   |          | 43     | 59,6     | 29     | 54,8     |
|              | Conservateur   | (13)   |          | (37)   |          | (31)   |          | 5      | 40,2     | 19     | 45,0     |
|              | United Farmers | (9)    |          | -      | -        | -      | -        | -      | -        | -      | -        |
|              | Travailliste   | (2)    |          | -      | -        | -      | -        | -      | -        | -      | -        |
| Total sièges | Total sièges   | 48     | 48       | 48     | 48       | 48     | 48       | 48     | 48       | 48     | 48       |

### Évolution du rapport de forces en voix

Résultat des élections au Nouveau-Brunswick depuis 1960

## 1940 à 1959
| Parti        | Parti                     | 1944   | 1944     | 1948   | 1948     | 1952   | 1952     | 1956   | 1956     |
| ------------ | ------------------------- | ------ | -------- | ------ | -------- | ------ | -------- | ------ | -------- |
| Parti        | Parti                     | Sièges | Voix (%) | Sièges | Voix (%) | Sièges | Voix (%) | Sièges | Voix (%) |
|              | Libéral                   | 36     | 48,3     | 47     | 57,8     | 16     | 49,2     | 15     | 46,1     |
|              | Progressiste-conservateur | 12     | 40,0     | 5      | 31,2     | 36     | 48,9     | 37     | 52,2     |
| Total sièges | Total sièges              | 48     | 48       | 52     | 52       | 52     | 52       | 52     | 52       |

## 1960 à 1969
| Parti        | Parti                     | 1960   | 1960     | 1963   | 1963     | 1967   | 1967     |
| ------------ | ------------------------- | ------ | -------- | ------ | -------- | ------ | -------- |
| Parti        | Parti                     | Sièges | Voix (%) | Sièges | Voix (%) | Sièges | Voix (%) |
|              | Libéral                   | 31     | 53,4     | 32     | 51,8     | 32     | 52,8     |
|              | Progressiste-conservateur | 21     | 46,2     | 20     | 48,2     | 26     | 47,1     |
| Total sièges | Total sièges              | 52     | 52       | 52     | 52       | 58     | 58       |

## Source
- (en) Cet article est partiellement ou en totalité issu de l’article de Wikipédia en anglais intitulé « List of post-confederation New Brunswick general elections » (voir la liste des auteurs).